# El río que nos lleva
El río que nos lleva és una novel·la de José Luis Sampedro, editada en 1961. En ella, l'escriptor ret homenatge als raiers del riu Tajo en la seva labor de transportar la tramada riu avall, des de la Serranía Ibérica, a Guadalajara, cap als barrancs, fites i parameres de La Alcarria, desembocant finalment a l'horta d'Aranjuez, ja a la província de Madrid.

## Claus de l'argument i recorregut geogràfic
L'acció -situada a Espanya en la dècada de 1940- s'inicia prop del poble de Zaorejas. En els camins que hi porten es trobaran els tres protagonistes de la novel·la: "Tot estava disposat, encara que ningú ho sabés, perquè la vida no avisa..." Amb aquesta sentència inicia Sampedro la novel·la.

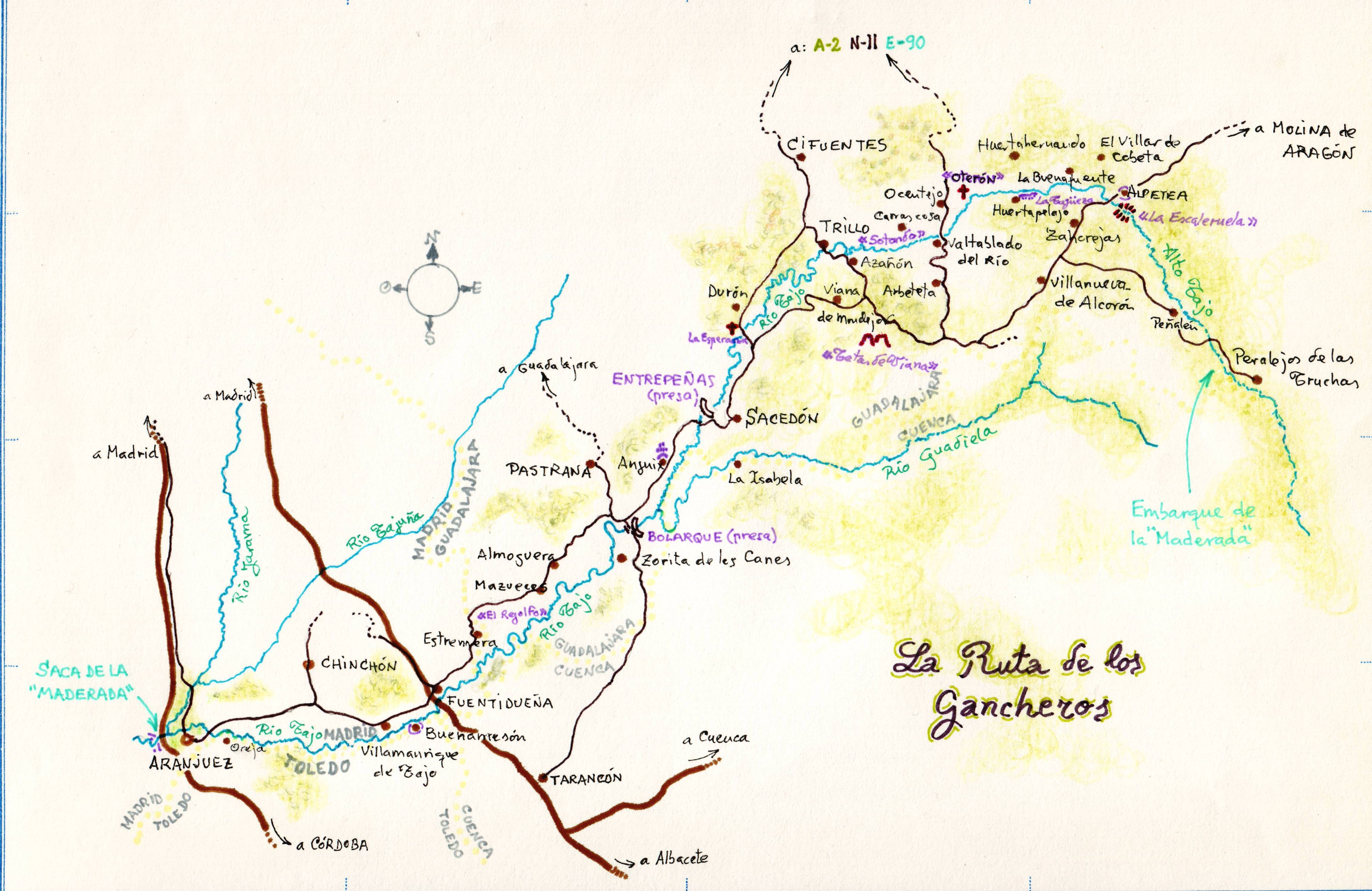
Recorregut de la tramada traçat per Sampedro en la seva novel·la.

### Protagonistes
- Roy Shannon, irlandès de 32 anys, excombatiente de la Segona Guerra Mundial. Rodamón circumstancial a Espanya fugint d'"assassins d'uniforme orgullosos de les seves bombes".[6]
- Paula, "una dona embolicada en ombra"; la dona que focalitzarà tot el relat.[7]
- L'Americà, capatàs dels raiers, en un temps emigrant al Nou Món; eix del triangle emocional que centra la trama.

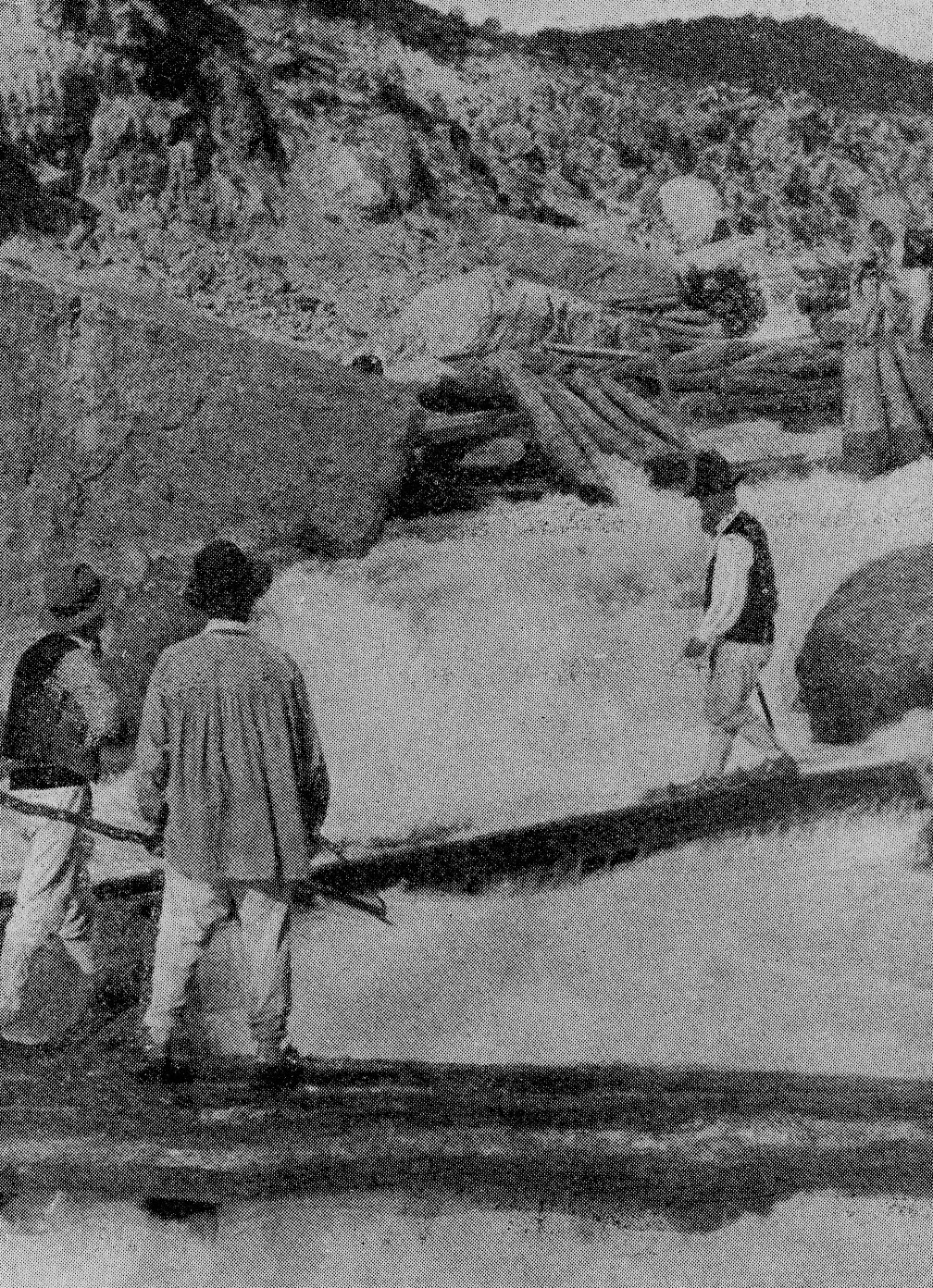
Raiers preparats per a canalitzar les peces (arxiu documental de J.Larrañaga).

### Estructura
Presentats els protagonistes, Sampedro organitza la novel·la —segons ell mateix explica— a partir de tres exagrames del Llibre de les Mutacions: 
- KAN és la muntanya, la sement, la porta que s'obre, l'ocell de bec negre, l'arbre fort i nuós. És el Nord-oest, és l'Hivern.
- TCHAN és el drac, el violent, el camí ral, el groc, el fort i el luxuriós, el bambú jove, el tambor. És el Nord-oest, porta la Primavera.
- LI és el llampec, el foc, el sol ardent, la llança, la sequedat, el galop, el punyal, a l'alacrà. És l'Est, cap a l'Estiu.

### Escenari
Seguint l'accidentat llit del Tajo, El río que nos lleva, prenent un ritme narratiu que l'aventura acosta a algunes obres de Jack London, transporta la "tramada" i als raiers que la condueixen pels paratges d'Alpetea, Huertahernando, Huertapelayo, Valtablado del Río i Ocentejo; en el curs de l'alt Tajo. Entra després la novel·la en paisatges de la Alcarria deixant a les seves ribes pobles amb ressons de l'España profunda’ de Cela, com Carrascosa, Trillo, Viana i Zorita de los Canes, o espais naturals com Entrepeñas i el tajo d'Anguix. Novel·la i riu flueixen després cap al seu desenllaç final pels sots de Mazuecos, Fuentidueña i Buenamesón, fins al Real Sitio d'Aranjuez. Mentrestant, per les seves pàgines s'ha anat filant la trama, entre la "naturalesa solidària" i la ferida incurable de "les dues Espanyes".

## Reconeixements
En 1991, Sampedro va ser nomenat Fill Adoptiu de Guadalajara.